# Stillwater (Pennsylvania)
Stillwater è un comune (borough) degli Stati Uniti d'America, situato nello stato della Pennsylvania, nella contea di Columbia. Famosa per aver dato i natali al personaggio televisivo Leroy Jethro Gibbs, protagonista della serie TV NCIS - Unità anticrimine.